# La Vespa
La Vespa és una dena del municipi de Morella (els Ports, País Valencià). El Mas de la Reineta fa les funcions de capçalera i el centre religiós és l'ermita de Sant Antoni de la Vespa. El 2009 tenia 33 habitants, dispersos als diferents massos.
Situada a l'oest del terme municipal, entre les altures de la Venta de l'Aire i el riu de Calders, amb una altitud mitjana de 800 m. Els seus límits són: al nord, amb la dena Primera del Riu i la dena Segona del Riu; al sud, amb la dena dels Llivis; a l'est, amb la dena del Coll i Moll; a l'oest, amb els termes de Cinctorres i de Forcall.
A la dena de la Vespa s'han trobat restes arqueològiques com per exemple un grup d'inscultures o petroglifoides, materials lítics com puntes de fletxa de sílex entre d'altres o d'animals prehistòrics.
Ocupa una superfície de 2.670 Ha. abastant una vintena de masos dispersos, i uns quants més d'abandonats:
| - Mas de la Reineta (capital) - Mas de Boix de Baix - Mas de Boix de Dalt - Maset de Boix - Mas de Candeales - Mas de Carceller - Mas de Català - Mas Cremat - Mas de la Xemeneia Alta - Mas del Frare | - Mas de Fra Eixameno - Mas de Macià Querol - Mas de Mestre - Mas de les Moreres - Mas de Palau - Mas de la Parreta - Mas de Pereu - Mas de Peteix - Mas de Pitarch - Mas de Querol del riu | - Mas de la Roqueta - Mas de Sabater - Mas del Salzeral - Mas de Sant Antoni - Mas de Serra en Blasco - Mas de Solanet - Mas de Taboll - Mas de Torre Marsà - Molí de Vicent |